# Elecciones generales de Japón de 2003
Se celebraron elecciones generales en Japón el 9 de noviembre de 2003. El primer ministro en funciones, Junichiro Koizumi, del Partido Liberal Democrático, ganó las elecciones, pero se quedó a 4 escaños de una mayoría absoluta. El principal partido de oposición, el Partido Democrático, logró grandes avances, al ganar 177 de los 480 escaños en la Cámara de Representantes, su mejor resultado hasta la fecha. Otros partidos tradicionales como el Partido Comunista y el Partido Socialdemócrata perdieron un número significativo de escaños, lo que derivó en un sistema bipartidista en la posterior política japonesa.

## Antecedentes
El 11 de octubre de 2003, el primer ministro Junichiro Koizumi disolvió la Cámara de Representantes después de que fuera reelegido como jefe del Partido Liberal Demócrata el 20 de septiembre. La disolución se basó en el artículo 7 de la Constitución de Japón, que puede interpretarse en el sentido de que el primer ministro tiene el poder de disolver la cámara baja después de avisar al emperador. La elección fue la primera desde que Koizumi fue nombrado Primer Ministro en abril de 2001. Los principales participantes fueron el Partido Liberal Democrático (PLD) y el Partido Democrático (PDJ). El PLD mantenía un fuerte apoyo en las áreas rurales y entre los votantes mayores debido a los fuertes subsidios en la agricultura, mientras que el PDJ tenía un mayor apoyo entre los jóvenes y en las áreas urbanas. Sin embargo, esto ha tendido a favorecer al PLD, porque los distritos rurales escasamente poblados tienen un peso desproporcionado en el sistema electoral de Japón.
Algunos de los problemas que enfrentan los candidatos fueron: la recesión económica en curso; reforma del sistema público de pensiones; el alcance del apoyo de Japón a Estados Unidos en Irak; la relación de Japón con Corea del Norte; y la privatización del servicio postal y las carreteras del área de Tokio.

## Sistema electoral
Paras estas elecciones se siguió utilizando el sistema electoral mixto:
- 300 distritos electorales uninominales.[1]
- 180 escaños elegidos mediante lista de partidos bajo el sistema de representación proporcional utilizando el método d'Hondt, con la asignación de escaños basada en los 11 distritos en lo que se divide el país.[2]

| Prefectura                                                     | Distrito         | SMCs | MMCs | Total |
| -------------------------------------------------------------- | ---------------- | ---- | ---- | ----- |
| Hokkaidō                                                       | Hokkaidō         | 12   | 8    | 20    |
| Aomori Akita Iwate Yamagata Miyagi                             | Tohaku           | 25   | 14   | 39    |
| Fukui Ishikawa Niigata Nagano Toyama                           | Hokurikushinetsu | 20   | 11   | 31    |
| Gunma Ibaraki Tochigi Saitama                                  | Kitakanto        | 32   | 20   | 52    |
| Chiba Kanagawa                                                 | Minamikanto      | 34   | 22   | 56    |
| Tokio                                                          | Tokio            | 25   | 17   | 42    |
| Aichi Gifu Mie Shizuoka                                        | Tokai            | 33   | 21   | 54    |
| Hyōgo Kioto Nara Osaka Shiga Wakayama                          | Kinki            | 48   | 29   | 77    |
| Hiroshima Okayama Shimane Tottori Yamaguchi                    | Chugoku          | 20   | 11   | 31    |
| Ehime Kagawa Kōchi Tokushima                                   | Shikoku          | 13   | 6    | 19    |
| Fukuoka Kagoshima Kumamoto Miyazaki Nagasaki Ōita Okinawa Saga | Kyūshū           | 38   | 21   | 59    |
| Japón                                                          | Japón            | 300  | 180  | 480   |

Los candidatos pueden postularse tanto en los distritos electorales uninominales como en los distritos de representación proporcional. Sin embargo, estos candidatos dobles sólo pueden postularse para el bloque de representación proporcional en el que se encuentra su circunscripción uninominal.
La lista de representación proporcional de cada partido incluye candidatos que participan únicamente en la representación proporcional, sumando el número establecido de escaños para cada bloque más candidatos duplicados de distritos electorales de un solo escaño.
Se celebran elecciones parciales si quedan vacantes los escaños ocupados por miembros elegidos en los distritos uninominales. Se llevan a cabo dos veces al año, en abril y octubre. El voto no es obligatorio.

## Resultados
Los periódicos nacionales concluyeron que la elección benefició más al Partido Democrático (PDJ) que al Partido Liberal Democrático (PLD). De hecho, el PDJ obtuvo la mayoría de votos y obtuvo 40 escaños más, lo que lo convierte en el partido de oposición más grande con un total de 177 miembros de la cámara baja. Entre los miembros de la coalición gobernante, solo el Nuevo Kōmeitō logró avances, lo que elevó su número de escaños total en la cámara baja a 34 de 31.
El PLD tuvo un buen desempeño en las áreas rurales, mientras que el DPJ tuvo un buen desempeño en las áreas urbanas. La participación fue del 59,86%, la segunda más baja desde 1945. La edad promedio de los nuevos miembros de la cámara fue de 51,03 años, 3,2 años más joven que en la elección anterior. Entre los nuevos miembros, 302 nacieron después de 1945. Después de las elecciones, el número total de mujeres en la cámara baja disminuyó de 35 antes de las elecciones a 34.
Los datos de las encuestas recopilados a principios de la temporada electoral y en las encuestas de salida destacan el papel de los votantes indecisos, que representaron el 18% del voto total. Según Asahi Shimbun, más de la mitad de los votantes indecisos votaron por el PDJ. Estas encuestas a boca de urna produjeron informes preliminares muy contradictorios. Hubo un caso en el que se predijo que el PDJ lograría hasta 230 escaños, más de 50 por encima del resultado real.
El Partido Liberal Democrático (PLD) no logró la mayoría absoluta por sí mismo, lo que le obligó a mantener su coalición con el Nuevo Kōmeitō y el Nuevo Partido Conservador. Los políticos de alto nivel en el PLD atribuyen los resultados a la privación de derechos entre los partidarios tradicionales del PLD, lo que resulta en una mayor dependencia de la coalición. Algunos políticos del PLD quedaron muy preocupados por la influencia del Nuevo Kōmeitō (NK) en la política del PLD dentro de la coalición.
Algunos expertos creen que el Partido Democrático (PDJ) se ha convertido en un partido de oposición eficaz al afianzado Partido Liberal Democrático (PLD). Durante la campaña, el PDJ elaboró un manifiesto político detallado, el primero en las elecciones japonesas de la posguerra, y dio a conocer un gabinete en la sombra (con Naoto Kan como primer ministro), que generalmente es creado por los partidos políticos durante la temporada electoral en los países con el Sistema Westminster. El PDJ también criticó las reformas propuestas por Koizumi y la lentitud del PLD en su implementación, así como la posición del PLD en Irak mientras se mantenía clara en otros asuntos extranjeros.
Los partidos más pequeños se desempeñaron mal. El Partido Socialdemócrata perdió 13 escaños mientras que el Partido Comunista perdió 11 escaños. Por lo tanto, ambas partes carecen de la capacidad de proponer una ley por sí solas, ya que requiere un mínimo de 10 escaños. El Nuevo Partido Conservador perdió 5 escaños, reduciendo su total a 4 escaños, y se fusionó con el PLD poco después de las elecciones. El Partido Comunista culpó de los resultados negativos a los medios de comunicación, que, según ellos, se centraron en el PLD y el PDJ.
Aunque el PLD no consiguió una mayoría simple, debido a su coalición con el NK, el 19 de noviembre la Dieta nombró Primer Ministro a Junichiro Koizumi en su breve sesión especial. Recuperó la mayoría absorbiendo al Partido Conservador.
|  | 34.69 % |

|  | 43.85 % |

|  | 14.78 % |

|  | 1.49 % |

|  | 1.33 % |

|  | 49.74 % |

|  | 46.67 % |

|  | 37.39 % |

|  | 36.66 % |

|  | 4.58 % |

|  | 7.76 % |

|  | 8.13 % |

|  | 5.12 % |

|  | 2.87 % |

|  | 0.84 % |

|  | 0.16 % |

|  | 0.09 % |